# Adam Pierzga
Adam Pierzga est un coureur cycliste polonais, né le 14 novembre 1984 à Racibórz.

## Biographie
Adam Pierzga remporte en 2006 une étape de la Cinturó de l'Empordà. En 2007, il termine à la troisième place au Giro del Casentino en Italie. Au cours de la saison 2008, il connait ses premiers succès sur le circuit UCI grâce à ses victoires dans le prologue du Tour de Guadeloupe, le contre-la-montre avec son équipe Lynx Optique Eafit-UVN ainsi que le deuxième tronçon de la huitième étape.
En mai 2016, il est révélé qu'il a été contrôlé positif à l'EPO CERA et à la methylhexanamine le 26 mars 2016, lors d'une course amateur, le Grand Prix de la CANBT,. Il est suspendu deux ans jusqu'au 17 mai 2018 inclus et perd le bénéfice de tous ses résultats obtenus à partir du 26 mars 2016.

## Palmarès et résultats

### Palmarès par année
- 2005
  - 2e de la Wingene Koers
- 2006
  - 2eb étape de la Cinturó de l'Empordà
  - 3e du Trofeo Papà Cervi
- 2007
  - 3e du Giro del Casentino
- 2008
  - Prologue, 2eb (contre-la-montre par équipes) et 8eb (contre-la-montre) étapes du Tour de Guadeloupe
- 2009
  - 5eb étape de la Vuelta a la Independencia Nacional (contre-la-montre)
  - Prologue, 3e et 5e étapes du Tour de Guadeloupe
- 2010
  - 4e et 6eb (contre-la-montre) étapes de la Vuelta a la Independencia Nacional
- 2011
  - 4ea étape du Trophée de la Caraïbe
  - 8eb étape du Tour de Guadeloupe (contre-la-montre)
  - 3e du Trophée de la Caraïbe
- 2012
  - 3e de la Course de Solidarność et des champions olympiques
- 2014
  - 3e et 4eb (contre-la-montre) étapes du Tour de Marie-Galante
  - 9ea étape du Tour de Guadeloupe
  - 2e du Tour de Marie-Galante

### Classements mondiaux
| Année            | 2007 | 2008 | 2009 | 2010 | 2011 | 2012 | 2013 | 2014 |
| ---------------- | ---- | ---- | ---- | ---- | ---- | ---- | ---- | ---- |
| UCI Africa Tour  |      |      |      |      |      |      | 109e |      |
| UCI America Tour |      | 121e | 216e | 145e | 212e | 248e |      | 285e |
| UCI Europe Tour  | 619e |      |      |      | 786e | 376e |      |      |